# واپنو (ناحیه پاردوبیتسه)
واپنو (به چکی: Vápno) یک منطقهٔ مسکونی در جمهوری چک است که در ناحیه پاردوبیتسه واقع شده‌است. واپنو ۱۳۲ نفر جمعیت دارد.